# Тереза Берестовська
Тереза Берестовська[джерело?] у шлюбі Тереза Оґінська (бл. 1678 — 1721) — шляхтянка герба Стремено часів Речі Посполитої.  Дружина воєводи вітебського Марцина Оґінського

## Життєпис
Тереза Берестовська походила зі шляхетського роду Берестовських (у литовській транскрипції Bžostovkis). 
Донька Великого писаря литовського (1672-1698), Референдара великого литовського (1681-1698) Яна Владислава Берестовського та Констанції Млечко, доньки жмудського старости Віктора Констянтина Млечко. Окрім Терези в родині було двоє братів та троє сестер.
1701 року вийшла заміж за Великого мечника Литовського Марцина Михайла Оґінського.
Їхні діти:
- Ігнатій Оґінський (бл. 1698-1775), Великий маршалок Литовський і кашталян Віленський.
- Франциск Ксаверій Оґінський (пом. піс. 1750), єзуїт, ректор колегіумів у Вільнюсі, Вітебську та Мінську.
- Тадеуш Францішак Оґінський (1711-1783), каштелян і воєвода Троцький.
- Казимир Ігнацій Оґінський (пом. піс. 1769), староста Бабинський.
- Станіслав Оґінський (1710-1748), каштелян Мстиславський і Вітебський.
- Варвара Оґінська (пом. бл. 1725), дружина з 1715 р. каштеляна Ролоцького Кристофа Костянтина Паца (пом. 1725).
- Ганна Оґінська, дружина старости Керна Матеуша Білозора.
- Маркіяна Оґінська (1713-1766), дружина з 1723 р. воєводи Волинського Михайла Потоцького.
- Бенедикта Оґінська (пом. 1748), дружина з 1736 Смоленського воєводи Юзефа Скумін-Тишкевича.